# Sepak Takraw

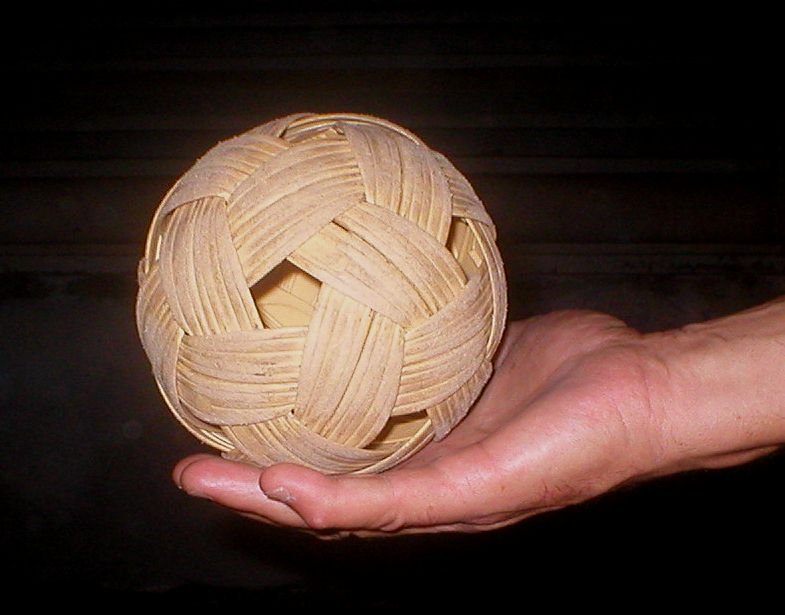
Sepak-Takraw-Ball aus Kunststoff

Sepak Takraw (gesprochen: [seːpàk tàkrɔ̂ː]) ist eine Mannschaftssportart aus der Gruppe der Rückschlagspiele, bei der sich zwei Mannschaften mit jeweils drei Spielern auf einem durch ein Netz geteilten Spielfeld gegenüberstehen. Ziel des Spiels ist es, einen Ball mit den Füßen über das Netz auf den Boden der gegnerischen Spielfeldhälfte zu spielen und zu verhindern, dass Gleiches dem Gegner gelingt. Eine Mannschaft darf den Ball dreimal in Folge berühren, um ihn zurückzuspielen. Diese Sportart ähnelt dem Volleyball.

## Allgemeines

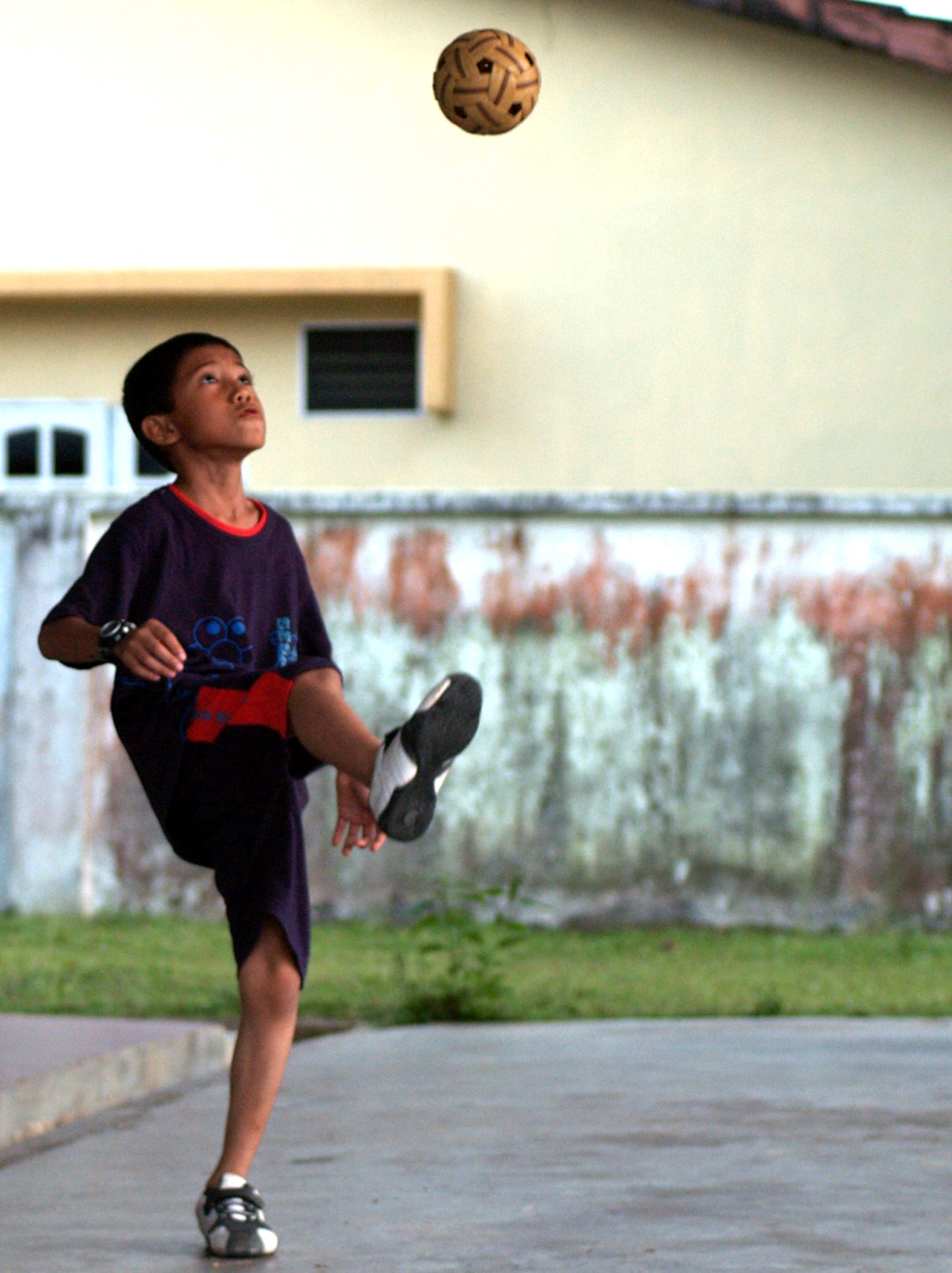
Sepak Takraw in Malaysia

Sepak Takraw (Sepak: malaiisch für treten oder schießen; Takraw: thai für den geflochtenen Ball) ist eine asiatische Ballsportart, die ihre Wurzeln um circa 1500 nach Christus vor allem in Thailand und Malaysia hat. Anfangs spielte man sich einen aus Rattan geflochtenen Ball mit dem Fuß im Kreis zu. Das geschah bei diversen feierlichen Anlässen, wie auf Tempelfesten oder zum reinen Zeitvertreib. Der Sport hatte zu dieser Zeit keinen Wettkampfcharakter, nur in der Art den Ball weiterzuleiten versuchten sich die Spieler an Geschick und Spektakel zu überbieten. Als im 19. Jahrhundert die britischen Kolonialherren in Malaysia das Badminton und somit auch dessen spezifische Felder einführten, entstand zu einem nicht genau datierten Zeitpunkt das heutige Sepak Takraw, das sich bis heute im südostasiatischen Raum weit verbreitet hat. Bei dieser neuentstandenen Wettkampfform stehen sich je drei Spieler auf einem Badmintoncourt gegenüber und versuchen mit maximal drei Ballberührungen den Ball im gegnerischen Spielfeld unterzubringen. Dabei dürfen die Hände lediglich zum Anwurf des Aufschlags verwendet werden und sind im weiteren Spiel verboten.

### Geschichte
1945 wurde in Penang (Malaysia) ein Demonstrationsspiel veranstaltet, das eine gewaltige Resonanz erhielt und sich wie ein Lauffeuer über die restliche Malaiische Halbinsel und Südostasien verbreitete. 1960 trafen in Kuala Lumpur (Malaysia) Sportfunktionäre aus Indonesien, Laos, Malaysia, Singapur und Thailand zusammen, um allgemein gültige Regeln und Abläufe für das Spiel festzulegen. Die offizielle Bezeichnung der Sportart ist seitdem Sepak Takraw. Weiterhin wurde die Asian Sepak Takraw Federation (ASTAF) gegründet, die Regeln ins Englische übersetzt und der erste internationale Wettbewerb während der Southeast Asian Peninsular Games (SEAP Games; Vorläufer der Südostasienspiele) von 1965 vereinbart. 1984 wurde beschlossen, bei Turnieren Bälle aus Kunststoffgeflecht zu benutzen. Dadurch, dass der Ball geflochten ist, hat er spezielle elastische Eigenschaften. Mit der Zeit nahm das Interesse an Sepak Takraw in immer mehr Länder zu, so dass 1988 die ASTAF in ISTAF (International Sepak Takraw Federation) umbenannt wurde. Eines der Ziele der ISTAF ist die Anerkennung von Sepak Takraw als olympische Disziplin. Bevor das geschehen kann, muss die ISTAF in die Liste der vom IOC anerkannten internationalen Verbände aufgenommen werden. Dafür müssen jedoch noch viele Bedingungen erfüllt werden, z. B. Einhaltung des Dopingkodex, größere weltweite Verbreitung etc. Seit den  Asienspielen 1990 in Peking ist Sepak Takraw eine Sportart der „östlichen Olympischen Spiele“. Am 17. Januar 2011 veröffentlichte die ISTAF neue Regeln für Beach, Doppel und Regu Sepak Takraw. Bis Mitte März 2011 galten noch die alten Regeln, welche bei dem Zusammentreten der ISTAF im Jahre 1996 in Bangkok zum letzten Mal geändert wurden. Eine der größten Regeländerungen ist, dass ein Satz nur noch bis 15 Punkte gespielt wird und nicht mehr bis 21. Außerdem muss ein Team nun zwei, anstatt der bisher drei Sätze gewinnen, um den Gesamtsieg zu feiern.

### Verbreitung
Hauptsächlich wird es heute in den südostasiatischen Ländern gespielt. Je nach Land gibt es unterschiedliche Bezeichnungen. In Thailand heißt es (Sepak) Takraw (Thai: เซปักตะกร้อ, gesprochen: [seːpàk tàkrɔ̂ː]), in Laos Kator, in Myanmar (Birma) Ching loong, in Singapur Sepak Raga oder auch Sepraga, in Malaysia Sepak Raga, in Vietnam „Cầu mây“, in Brunei Sepak Raga Jala, in Indonesien Rago und auf den Philippinen Sipa. In Europa und in den USA ist es noch relativ unbekannt, während es auf den Philippinen der Nationalsport ist. Auch in Thailand ist diese Sportart mit ihrem extrem hohen Unterhaltungswert sehr beliebt.
In Europa gibt es seit 2003 die FESTA (Federation of European Sepak Takraw Associations). Seit 2005 besteht die Euro-Series, eine Serie von Turnieren in Deutschland, der Schweiz, Frankreich, Österreich, Italien und Ungarn.
Deutschland ist die stärkste Nation in Europa und alle vier bisherigen Gesamtsiege der Euro-Series gingen an Takraw Cologne ’03. Die deutsche Vertretung gewann beim King’s Cup 2008 in Bangkok als erstes nichtasiatisches Team die Goldmedaille im Doppel (2 gegen 2) in der Division II und ist somit in die Division I (2. Liga) aufgestiegen. Bei den Weltmeisterschaften 2005 schaffte sie es ins Viertelfinale des Team Events. Deutschland ist damit auch weltweit das aktuell erfolgreichste nichtasiatische Team.

## Spielfeld

Sepak-Takraw-Feld

Das Spielfeld ist 13,40 m lang und 6,10 m breit, in der Mitte befindet sich ein 1,52 m (Herren) bzw. 1,42 m (Damen) hohes Netz. In den Ecken von Seiten- und Mittellinie, sind jeweils Viertelkreise von 90 cm Radius markiert, sie stellen die Anwurfkreise dar. 2,45 m von der Grundlinie und 3,05 m von den Seitenlinien entfernt befindet sich der Mittelpunkt des Aufschlagkreises, der einen Durchmesser von 60 cm aufweist.

## Ball
Der Ball besteht aus Hartplastik und hat einen Umfang von 42–44 cm und ein Gewicht von 170–180 g (Herren) bzw. 43–45 cm und ein Gewicht von 150–160 g (Damen). Er setzt sich aus 20 Sektoren zusammen, wodurch 12 Löcher entstehen und dem Ball das charakteristische Aussehen verleihen.

## Spieler

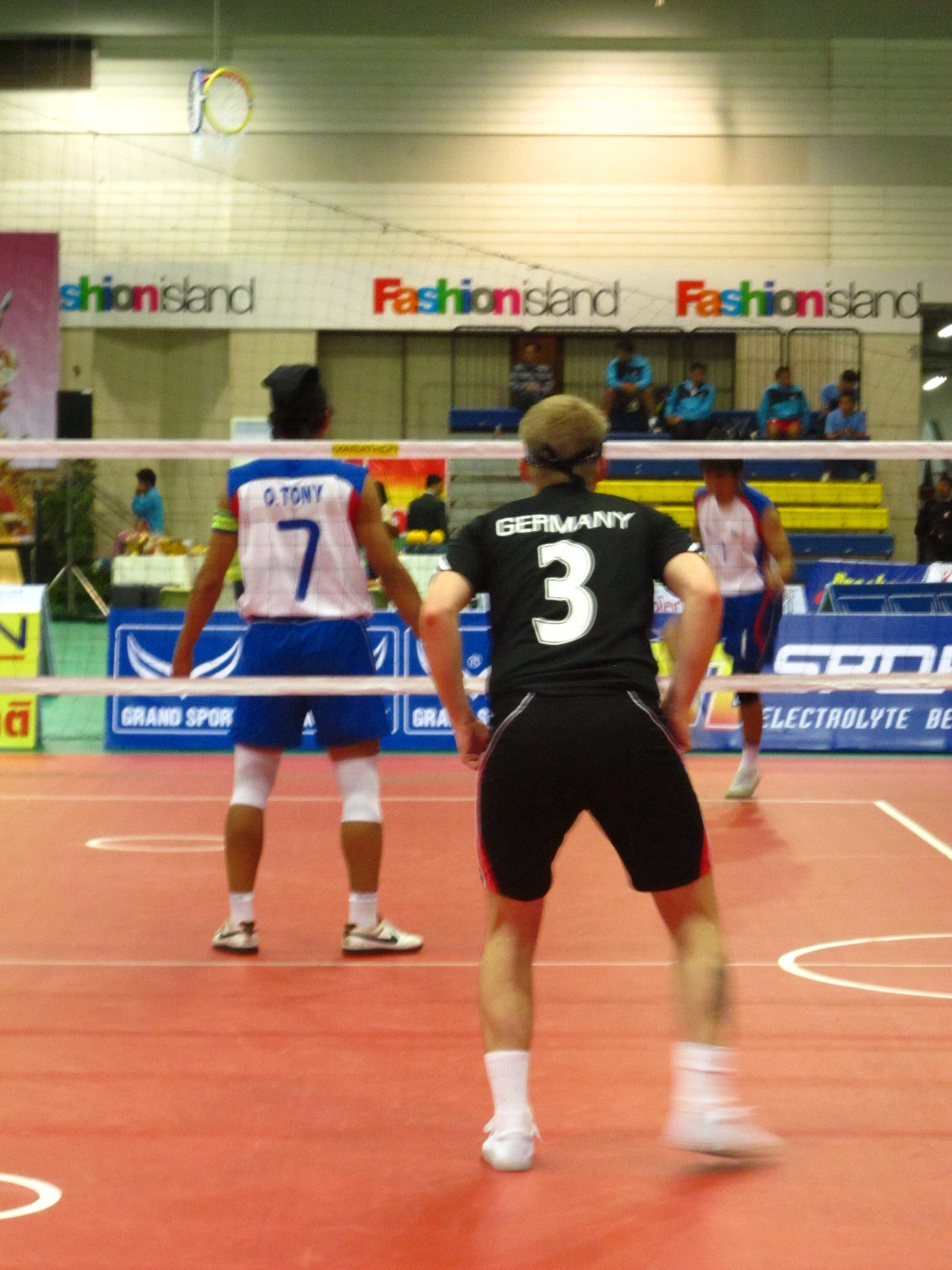
Deutsches Team in der King’s Cup Sepaktakraw World Championship

### Tekong
Der Tekong (thai. Kapitän) ist der hintere Spieler. Er macht die Aufschläge und nimmt meistens den gegnerischen Angriff an.
Er wird meistens vor Spielbeginn festgelegt und wechselt nicht.

### Feeder
Der Feeder ist einer der beiden vorderen Spieler. Er hat meistens den zweiten Ballkontakt und stellt dem Striker, sodass dieser einen Angriffsschlag machen kann. Meistens wechselt die Position des Strikers und des Feeders situationsadäquat.

### Striker
Der Striker, auch Killer genannt, ist der andere vordere Spieler. Nachdem er den Ball vom Feeder gestellt bekommen hat, versucht er einen möglichst schnellen und kräftigen Angriffsschlag zu vollbringen.

## Spielablauf
Ein vorderer Spieler wirft beim Aufschlag dem Tekong den Ball zu. Dabei befinden sich beide vorderen Spieler in einem der aufgemalten Viertelkreise. Ebenso befindet sich der Tekong mit mindestens einem Fuß im Service Circle, den er nicht übertreten darf. Beim Aufschlag darf der Tekong nicht abspringen, während das gegnerische Regu sich in ihrer Spielfeldhälfte frei bewegen kann.
Nachdem der Ball erfolgreich über das Netz gespielt wurde, nimmt meistens der Tekong diesen an und spielt ihn zum Feeder. Dieser stellt den Ball möglichst hoch, sodass der Striker ihn kräftig zurückspielen kann. Einen Satz gewinnt, wer zuerst 15 Punkte erreicht, ein Spiel, wer 3 Sätze gewonnen hat.

## Varianten

### Double
Es wird zwei gegen zwei gespielt, die Regeln sind fast identisch zum normalen Sepak Takraw, nur der Aufschlag wird nach eigenem Anwurf von hinter der Grundlinie ausgeführt.
Diese Form ist weitaus laufintensiver und erfordert von beiden Spielern mehr Allroundqualitäten.

### Kreis-Takraw
Die Mitspieler stehen in gleichen Abständen im Kreis und versuchen den Ball möglichst lange in der Luft zu halten. Punkte werden nach dem Schwierigkeitsgrad der akrobatischen Einlagen vergeben.
Im Wettbewerb spielen zwei Mannschaften mit jeweils drei Spielern gegeneinander. Die Spieler versuchen den Ball einem Spieler der eigenen Mannschaft zuzuspielen bzw. die der anderen Mannschaft versuchen dies zu verhindern ihn also abzufangen. Wenn der Ball den Boden berührt bekommt die gegnerische Mannschaft einen Punkt. Die Mannschaft, die zuerst 21 Punkte erreicht hat, hat gewonnen.

### Hoop-Takraw
Hoop-Takraw ist eine Variante des Kreis-Takraw. Bei dieser Variante geht es darum, den Ball möglichst oft während der Spielzeit von 20 bis 30 Minuten in ein in ca. 5–6 m über dem Feld hängendes dreiteiliges Netz zu befördern. Dieses Netz besteht aus drei Ringen (daher: hoop) die senkrecht zueinander im Dreieck angeordnet sind, so dass der Ball nur von der Seite durch einen der Ringe in das Netz kommen kann und ist unten geschlossen. Um den Ball aus dem Netz herauszubekommen, wird dieses abgesenkt.